# Frank Neubarth
Frank Neubarth (ur. 29 lipca 1962 w Hamburgu) – piłkarz niemiecki grający na pozycji napastnika.

## Kariera klubowa
Neubarth urodził się w Hamburgu, karierę piłkarską rozpoczął w amatorskiej drużynie SC Concordia Hamburg, w której grał od 1980 do 1982. Później trafił do Werderu Brema. Swój pierwszy mecz w pierwszej lidze RFN rozegrał 18 września tamtego roku, w którym Werder uległ 1:2 na wyjeździe 1. FC Köln. Już w swoim drugim spotkaniu ligowym, tydzień później z 1. FC Kaiserslautern, zdobył pierwszą bramkę w karierze, a Werder wygrał 3:0. W całym sezonie zdobył 6 goli i był rezerwowym dla pary napastników Rudi Völler - Norbert Meier. Werder został wówczas wicemistrzem kraju. Jesienią 1983 roku był już podstawowym zawodnikiem klubu z Bremy i zaliczył 13 bramek w sezonie. W 1985 i 1986 roku ponownie zostawał wicemistrzem RFN, a w sezonie 1985/1986 strzelił 20 goli i ustanowił swój strzelecki rekord w jednym sezonie. Rok później doznał kontuzji i rozegrał tylko 5 ligowych meczów, ale już od 1987 roku ponownie występował w Werderze. W 1988 roku wywalczył swój pierwszy tytuł mistrza kraju w karierze. W 1991 roku zdobył z Werderem Puchar Niemiec. Z kolei w 1992 roku wystąpił w wygranym 2:0 przez Werder finale Pucharu Zdobywców Pucharów z AS Monaco. W 1993 roku został mistrzem Niemiec, w 1994 sięgnął po krajowy puchar, a w 1995 po wicemistrzostwo Bundesligi. Karierę piłkarską zakończył w 1996 roku, a w lidze niemieckiej rozegrał łącznie 317 meczów i zdobył 97 bramek.
| Sezon   | Klub         | Kraj   | Rozgrywki  | Mecze | Bramki |
| ------- | ------------ | ------ | ---------- | ----- | ------ |
| 1982/83 | Werder Brema | RFN    | Bundesliga | 18    | 6      |
| 1983/84 | Werder Brema | RFN    | Bundesliga | 31    | 13     |
| 1984/85 | Werder Brema | RFN    | Bundesliga | 31    | 14     |
| 1985/86 | Werder Brema | RFN    | Bundesliga | 32    | 20     |
| 1986/87 | Werder Brema | RFN    | Bundesliga | 5     | 0      |
| 1987/88 | Werder Brema | RFN    | Bundesliga | 22    | 6      |
| 1988/89 | Werder Brema | RFN    | Bundesliga | 27    | 13     |
| 1989/90 | Werder Brema | RFN    | Bundesliga | 19    | 5      |
| 1990/91 | Werder Brema | RFN    | Bundesliga | 23    | 5      |
| 1991/92 | Werder Brema | Niemcy | Bundesliga | 30    | 5      |
| 1992/93 | Werder Brema | Niemcy | Bundesliga | 19    | 3      |
| 1993/94 | Werder Brema | Niemcy | Bundesliga | 17    | 4      |
| 1994/95 | Werder Brema | Niemcy | Bundesliga | 28    | 2      |
| 1995/96 | Werder Brema | Niemcy | Bundesliga | 15    | 1      |

## Kariera reprezentacyjna
Swoje jedyne spotkanie w reprezentacji Republiki Federalnej Niemiec Neubarth rozegrał 2 kwietnia 1988 roku w wygranym 1:0 towarzyskim spotkaniu z Argentyną, gdy w 81. minucie zmienił Dietera Ecksteina.

## Kariera trenerska
Po zakończeniu kariery Neubarth został trenerem. Od 1996 roku do 9 stycznia 2002 trenował młodzież w Werderze Brema. 1 lipca tamtego roku został zatrudniony w FC Schalke 04, w którym zastąpił Huuba Stevensa. Z Schalke zajął 7. miejsce w Bundeslidze. W lipcu 2004 został szkoleniowcem Holstein Kiel i pracował w nim do 2 października 2006 roku. Z kolei 11 kwietnia 2007 został następcą Heiko Webera w FC Carl Zeiss Jena. Carl Zeiss prowadził przez 6 meczów sezonu 2006/2007 i pomógł drużynie w uniknięciu spadku do Regionalligi. Po 5 meczach sezonu 2007/2008 został zwolniony na skutek złych wyników.